# Біблія
Бі́блія (грец. τά βιβιλία, βιβλία, «вівлія» тобто «священна книга»; також через місто Бібл, куди завозили папірус), або Святе́ Письмо́, Свяще́нне Писа́ння — сукупність текстів різних епох і авторів, яка сприймається всіма християнськими конфесіями як Священне Писання. Біблія створювалася більше 4000 років.
Біблія складається зі Старого Завіту та Нового Завіту. В основі назви «Завіт» (від івр. ברית — угода, договір, союз) лежить ідея угоди Бога з усім людством: у Старому Завіті розповідається про створення світу, гріхопадіння і союз Бога із народом Ізраїля; у Новому Завіті — про спасіння людства від гріха через викуплення його Ісусом Христом своєю смертю та новий союз з Богом.
Результат складної праці з відбору цих текстів заведено називати каноном, а більш або менш близькі за жанром, але такі, що не увійшли до канону — апокрифами. Католицький канон Святого Письма (Біблії) містить 73 книги, православний — 77 книг, а у протестантів — 66.
У юдаїзмі лише Старий Завіт (Танах) розглядається як священна книга.

## Біблійний канон
Біблія складається із двох основних частин — Старого і Нового Заповітів. Старий Заповіт (іврито-арамейські писання) включає 50 книг (у т. зв. Олександрійському описку — каноні — грецького перекладу Септуагінта з ІІІ–II ст. до н. е.). Новий Заповіт (писання койне, загальногрецькою мовою елліністичного періоду) — 27 книг, написаних апостолами про життя й вчення Ісуса Христа та поширенням раннього християнства впродовж другої половини I ст.

### Християнський канон
Для основних християнських конфесій канонічними є 27 книг Нового Заповіту, проте між ними є розбіжності стосовно включення деяких книг до Старого Заповіту:
- православні включають до своїх видань Біблії 50 книг Септуагінти;
- канон Римо-католицької церкви — Вульгата. Латинський переклад Біблії з IV століття. Вона містить 46 книг, 39 з яких дістали назву протоканонічних, решта — девтероканонічних;
- протестантська Біблія у Старому Завіті містить 39 книг.

Таким чином православні церкви мають 77 книг, католицькі — 73, а протестантські — 66 книг.

### Канон юдаїзму

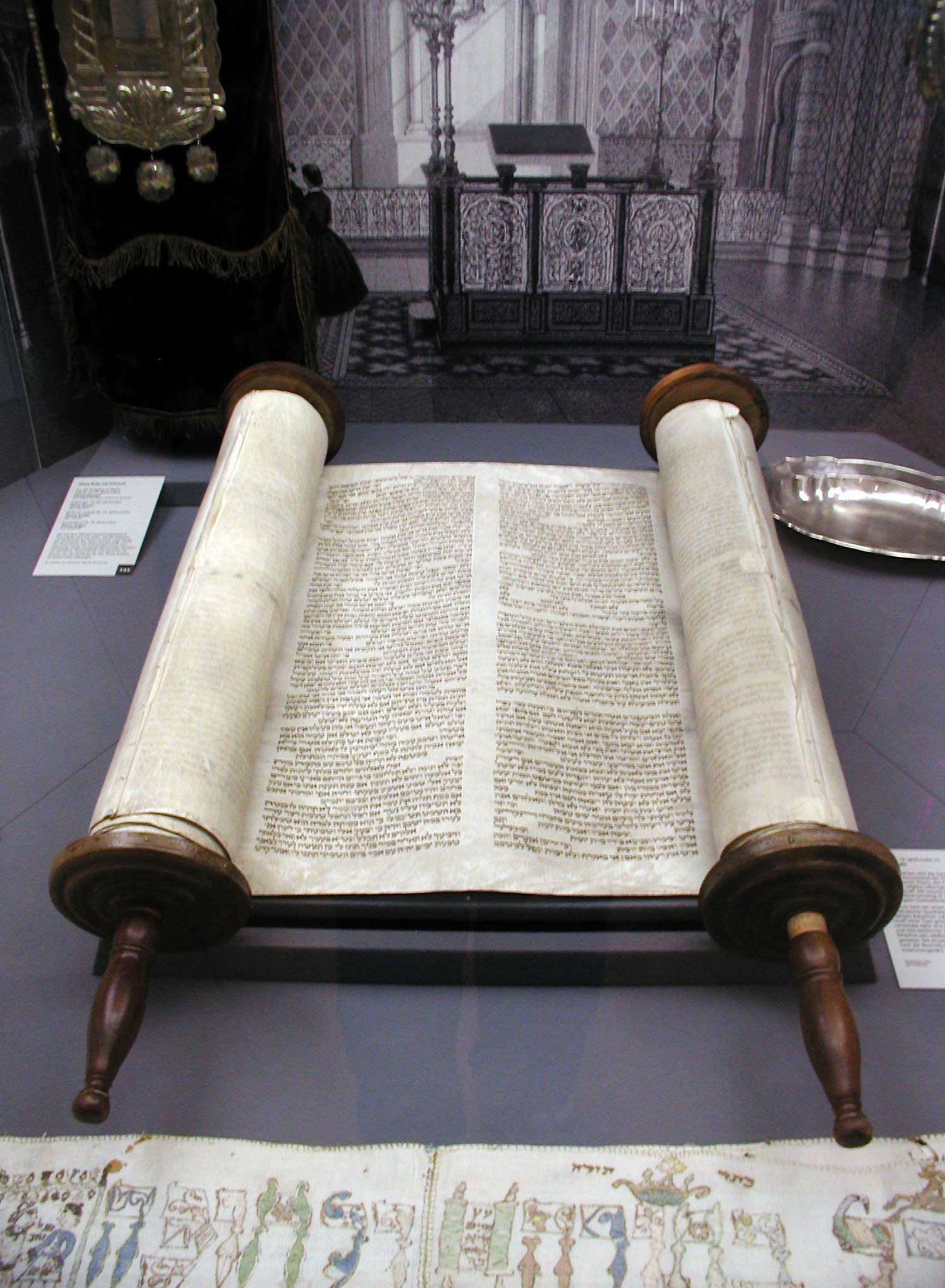
Біблія в вигляді сувою. Синагога, Кельн.

Для християн священними є обидві частини Біблії. Проте для євреїв, прихильників юдаїзму, — священною є лише перша частина і тому вони взагалі не користуються терміном «Старий Заповіт». Натомість виділяють три частини Святого Письма:
- Тора (івр. תורה) — «Вчення» або «П'ятикнижжя Мойсеєве/Закон Мойсея»;
- Невіїм (івр. נביאים) — «Пророки»; та
- Ктувім (івр. כתובים) — «Писання».

Поєднання початкових літер цих назв творить акронім (івр. תנ"ך), який читається як «ТаНаХ». «ТаНаХ» — і є назвою єврейського (юдейського) Священного Тексту.
Залежно від згрупування біблійних текстів, юдейська Біблія налічує у своєму складі 22, 24 або 27 книг.

## Склад та структура християнської Біблії

### Старий Заповіт
Старий Заповіт або Старий Завіт — перша частина Біблії, що по обсягу становить близько трьох четвертих усієї Біблії.
Старий Заповіт нараховує 50 книг у православних, 45 у католиків, та 39 у протестантів, написаних переважно староєврейською мовою.
У них розповідається про створення світу, гріхопадіння, взаємини Бога з вибраним ним народом Ізраїлю. Через увесь Старий Заповіт простежується обіцянка Бога відновити посередництвом Месії (спасителя) зруйновані гріхом відносини із Богом.
Головна ідея Старого Завіту — договір Бога Яхве з обраним єврейським народом. Умови договору зводяться до двох основних положень:
«Я — Бог Яхве (Сущий/Існуючий/Вічний): нехай не буде для тебе інших богів, окрім мене»;
«Не рідніться з іншими народами (язичниками)».
Структура Старого Завіту складається з чотирьох головних груп:
1. П'ятикнижжя Мойсеєве
2. Історичні книги
3. Навчальні (поетичні) книги
4. Пророчі книги

### Новий Заповіт
Новий Заповіт — друга частина Біблії, що містить у собі 27 книг.
У Новому Заповіті розповідається про прихід на землю Месії (Христа) від Бога, Сина Божого, щоби він помер за людей і таким чином відкупив їх від успадкованого ними від першого чоловіка Адама та його дружини Єви гріха (про що розповідається і у Старому Заповіті), та воскрес для виправдання людей, що прийняли Його дар прощення лише вірою, та для оновлення їхнього життя через Святого Духа і навчання від живого Слова, воскреслого Спасителя. Бувши на землі і проповідувавши про Небесне Царство Боже, Ісус (Месія) вибрав дванадцять апостолів і доручив їм поширювати його вчення по цілому світі.
Окрім самого Євангелія в Новому Заповіті є й інші книги, де розповідається і стає відомо про виникнення та існування перших громад християнства. Апостоли у своїх посланнях (листах) до церков навчають то́му, що́ саме необхідно для спасіння, а також надають Божі настанови і керівництва для повсякденного Богопізнання.
Остання книга Нового Заповіту — Об'явлення — символічною мовою розповідає: про другий прихід Христа на землю як Царя Божого Небесного Царства; про кару для тих, хто не повірив у Христа і не виконував його волю; про вибір спів-царів у його царстві, що правлять над підданими на землі ; про небесне місто — Новий Єрусалим, збудоване Богом; про знищення розпусниці, названої «Вавилон Великий», символічним звіром; про війну Бога з земними царями — Армагеддон, що провокується Божим ворогом — дияволом.

## Склад та структура єврейської Біблії

### Тора
Тора складається з таких книг:
- Перша книга Мойсея: Берешит
- Друга книга Мойсея: Шмот
- Третя книга Мойсея: Ваїкра
- Четверта книга Мойсея: Бемідбар
- П'ята книга Мойсея: Дварим

### Невіїм
До цієї частини входять такі твори:
- Перші пророки (Nevi'im Rishonim)
- Пізніші пророки (Nevi'im Aharonim)
  - Великі пророки[en]
  - 12 малих пророків[en]

### Ктувім
До складу Ктувім входять такі твори:
- Поетичні книги (Sifrei Emet)
- П'ять сувоїв (Hamesh Megillot)
- Інші книги:
  - Книга пророка Даниїла
  - Книга Ездри
  - Книга Неємії
  - Перша книга хроніки
  - Друга книга хроніки

## Зміст Біблії

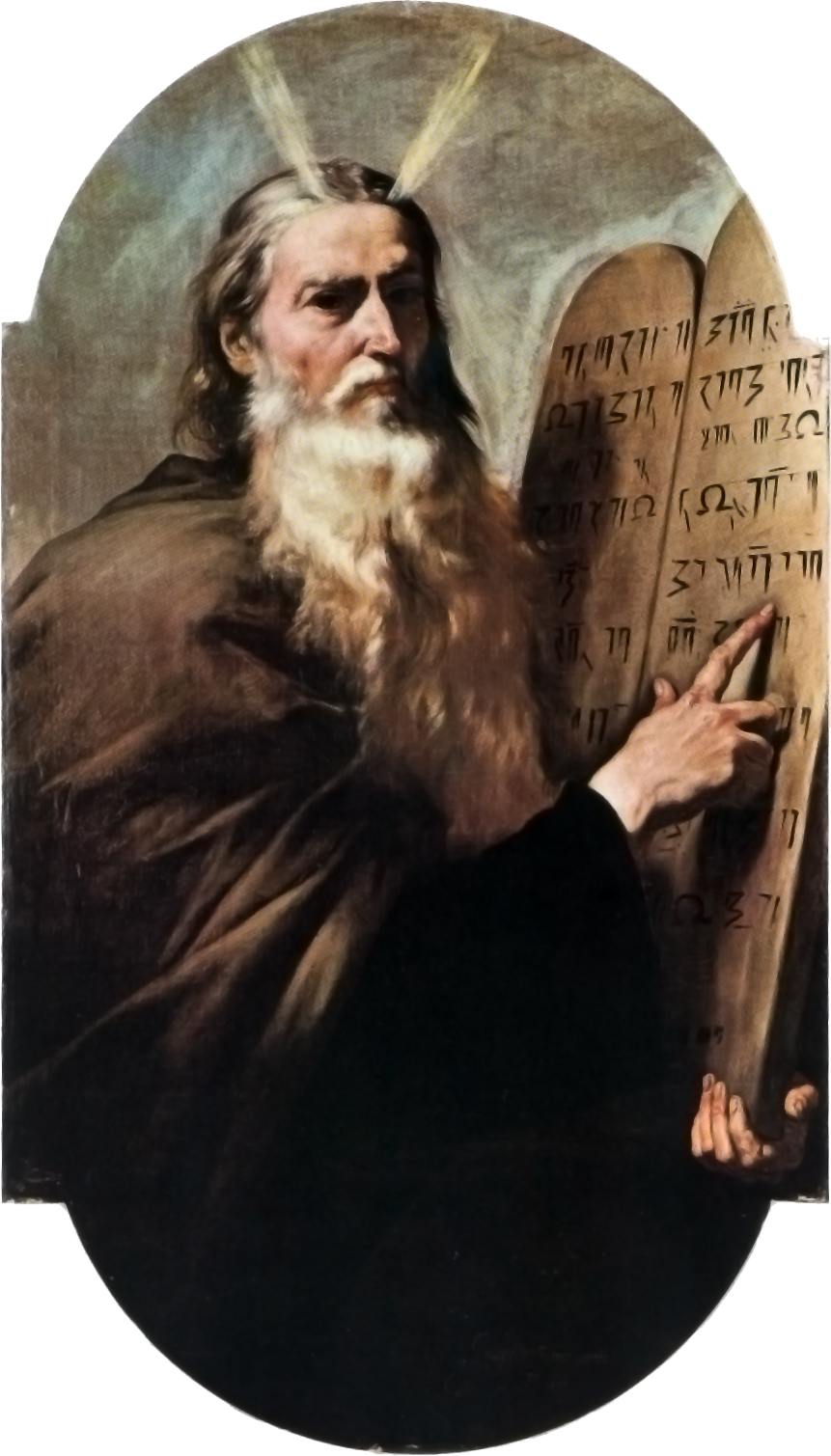
Мойсей і десять заповідей (Хосе де Рібера)

### Заповіді (договір)
В Біблії перелічено декілька заповідей з різними людьми:
- Адамова заповідь. На початку Біблії розповідається про створення світу та перших людей Адама та Єви. При створенні Бог їм дає заповідь не чіпати плоду дерева пізнання добра та зла. Порушивши її (гріхопадіння) вони стають вигнанцями і втрачають зв'язок із Богом. Втім Бог дуже любив людей, тому вирішив відправити свого́ улюбленого Єдиного Сина спокутати їхній перворідний гріх та відкрити шлях до спасіння.
- Договір з Ноєм (Бут 9:1–17).
- Авраамів завіт (Бут 17:1–18)
- Мойсеїв (Вих 6:1–14). Десять заповідей.
- Договір з Давидом (2 Цар 7:1–17)
- Заповіді Ісуса Христа (Лк 22:20). Заповіді блаженства.

Блаженні вигнані за правду, бо їхнє є Царство Небесне.
Блаженні ви, як ганьбити та гнати вас будуть, і будуть облудно на вас наговорювати всяке слово лихе ради Мене. Радійте та веселіться, нагорода бо ваша велика на небесах! Бо так гнали й пророків, що були перед вами.

### Біблійні пророцтва
Біблійне пророцтво — це уривки з Біблії, які відображають одкровення Бога людям передані через пророків. Пророчі повідомлення є широко поширеними по всій Біблії. Книга Одкровення — єдина апокаліптична книга в каноні Нового Завіту, хоча є короткі апокаліптичні пасажі в різних місцях Євангелій і Послань.

### Походження народів
Важливою складовою оповіді Біблії є розповідь про родовід народів. Згідно з Книгою Буття пращуром всіх людей були Адам та Єва. Після розселення їх нащадків стався Всесвітній потоп в результаті якого залишились в живих Ной та його сини. Від старшого сина Сима походять семітські народи, від Яфета — європейські, а від молодшого Хама — африканські. Надалі розповідається як утворились народи арамейців, євреїв. арабів, ідумеїв та ін.

## Переклади Біблії різними мовами

### Перші переклади
Книжки Старого Заповіту були перекладені вперше на грецьку мову за єгипетського Птоломея Філадельфа (283–247 до Різдва Христового) 72 єврейськими мудрецями, тому цей переклад має назву Септуаґінти — Сімдесятки (Переклад сімдесятьох). Новий Заповіт був написаний давньогрецькою мовою. У IV столітті все Писання було перекладено на латинську мову (382–405) Святим Єронімом. Цей латинський переклад відомий під назвою Вульґата (найстарший друк — 1462 р. в Майнці). Сама назва Біблії означає з грецької  «книги» і почала прикладатися до Святого Писання тільки десь з кінця III — початку IV століть.

### Переклади Біблії українською мовою
До України Святе Письмо прийшло у X столітті у так зв. церковнослов'янській мові, але то не була вся Біблія, а тільки Новий Заповіт, а з нього Євангелія (найстарший текст з 1092 р. переховується в Рум'янцевському музеї в Москві, далі — Бучацьке з XIV ст., переховувалася в монастирі оо. Василіян у Львові), та окремі твори Старого Заповіту (головно Псалтиря).
Першою друкованою книгою зі Святого Письма був у нас Апостол, видання Івана Федорова (Львів, 1574 р.), а першим виданням всього Святого Письма була Острозька Біблія 1581 року.
У XVI ст. реформаційні впливи з Заходу підсилили в українському народі прагнення читати Св. Письмо живою зрозумілою мовою. Тоді й появилися перші переклади Євангелія на живу народну мову. З того часу маємо три переклади святого Євангелія — ченця Григорія, Архімандрита Пересопницького монастиря на Волині, далі Василя Тяпинського, і Валентина Негалевського. З них найцінніша пам'ятка «Пересопницьке Євангеліє» зі 1561 р. Перекладач чернець Григорій так і зазначив, що переклад з болгарської мови українською зроблено «для ліпшого вирозуміння люду християнського посполитого.»
У XVII ст. процес обнародування текстів Святого Письма до деякої міри був загальмований в Україні внаслідок панування в тодішній школі латинської схоластики.
І попри те, що в катехізисі митрополита Петра Могили тексти Святого Письма наводяться Українською мовою. Становище погіршало наприкінці XVII ст., коли українська Православна церква була підпорядкована Московській патріархії (1685 р.).
Російський уряд почав вбачати в ужитку української мови в церковних книгах — вияв українського сепаратизму, а тому заборонив друк церковних книжок, що відрізнялися б чимось від московських.
А в XVIII ст. за Катерини II запроваджено по школах і церквах України московську вимову церковнослов'янських текстів.
Проте в XIX ст. Григорій Квітка в Харкові, Маркіян Шашкевич на Галичині, майже одночасно, починають перекладати витяги з св. Письма Нового Заповіту на українську мову. «Псальми, переложені на малорускоє нарєчіє» професором Михайлом Максимовичем.
Дуже видатна праця XIX ст. — переклад Євангелія й Діянь Апостольських, що його зробив Пилип Морачевський, інспектор ліцею на Чернігівщині. Морачевський переслав свій переклад Священному синодові російської церкви і російській Академії каук. Академія наук прихильно поставилася до пропозиції дати цей переклад до друку для добра українського народу. Втім розглядали цей переклад і керівник канцелярії князь Долгоруков та Київський генерал-губернатор Аннєнков. І перемогли політичні мотиви: Синод заборонив друкувати переклад Євангелія українською мовою. Тільки під тиском революційних подувів 1905 року, себто 45 років після закінчення перекладу, коли вже не жив Морачевський, його переклад святого Євангелія побачив світ у 1906 році. Текст перекладу відредагував єпископ Подільський Парфеній.
У 1936 році Святий синод Православної церкви Польщі видав Євангеліє, в тій же редакції, як велику Напрестольну.

### Переклади Біблії азербайджанською мовою
У 1842 році місіонерське суспільство Базеля опублікувало в Лондоні Євангеліє від Матвія в перекладі Мірза Фаррух і Фелікса Заремби. У 1878 році повний текст Нового Заповіту був перекладений і виданий в Лондоні. Старий Завіт вийшов в 1891 році. У 1982 році шведський Інститут по перекладу Біблії (Institute for Bible Translation) в Стокгольмі видав новий переклад (перекладач: Мірза Хазар) на сучасній азербайджанській мові повний текст Нового Заповіту, який використовується досі в Азербайджані. Цей переклад Мірзи Хазара перевидавався п'ять разів за подальші роки. Мірза Хазар завершив переклад Старого Завіту в 1984 році, але його переклад Старого Завіту надрукований не був.

### Відтворювальний переклад Біблії
Робота над відтворювальним перекладом російською мовою почалася в травні 1993 року і завершилася в грудні 1998 року. В основу відтворювального перекладу покладено грецький текст. Перекладачі здійснювали переклад тексту безпосередньо з грецької мови. Під час перекладу та редагування тексту як допоміжні джерела використовувалися Синодальний переклад, переклад Кассіана, інші російські переклади, а також переклади Нового Завіту на інші мови, зокрема, відтворювальний переклад на іспанську і китайську мови. Текст перекладу на сайті Біблія [Архівовано 13 травня 2020 у Wayback Machine.].

## Проникнення в Україну
Святе Письмо, написане староєврейською (гебрейською), арамейською й грецькою мовами, було частково перекладене на старослов'янську мову в IX –X ст.ст., звич. для літургійного вжитку, й у такому виді разом з християнством дісталося з Болгарії на Русь. Тому, почавши від Остромирового Євангелія 1056–1057 рр., найдавніші книги Святого Письма, збережені з Княжої Доби — це богослужбові євангельські й апостольські та старозаповітні читання. При переписуванні ці тексти, як і повні переклади святих книг, що згодом також з'явилися на українських землях, набирали прикмет сучасної української мови. Втім повний текст Святого Письма з'явився в Україні з виходом першої, друкованої 1581 р. церковнослов'янською мовою, Острозької Біблії за текстом «Олександрійської 70-ох» (Септуагінти), а подекуди латиномовної Вульґати. Тоді, під впливом реформації, з'явилися вже переклади окремих частин Святого Письма на «живу мову», такі як Пересопницьке Євангеліє 1556–1561 рр., «Крехівський Апостол» 1560 р., тощо, «для ліпшого вирозумленя люду християнського посполитого». Однак з підпорядкуванням українських земель Росії такі переклади були заборонені і в історично насадженій російській православній Церкві в Україні вживалося тільки Святе Письмо церковнослов'янською мовою з російською вимовою.
У XIX ст. відновилися спроби перекласти Святе Письмо на українську мову, розпочаті Маркіяном Шашкевичем у Галичині 1842 р. (Євангеліє Івана і Матея 1–5) і Пилипом Морачевським на східній Україні (4 Євангелія і Діяння) 1862. Оскільки Синод Російської православної церкви відкинув це Євангеліє і взагалі був проти друку україномовного Святого Письма, наступні переклади з'явилися поза межами Російської імперії: 1869 р. у Львові 5 Мойсеєвих книг у перекладі Пантелеймона Куліша, 1871 р. у Відні Новий Заповіт (праця П. Куліша та Івана Пулюя) і 1903 у Відні Біблія перекладу П. Куліша, І. Пулюя та Івана Нечуя-Левицького, накладом «Британського Біблійного Товариства». Проте второканонічні книги Старого Заповіту не увійшли до неї, як і до перекладу Біблії з грекомовного тексту І. Огієнка 1962 р., що його тепер уживають українські православні та протестантські Церкви.
Повне українське Святе Письмо, опрацьоване на підставі перекладу Івана Хоменка біблійною комісією Василіянського чину у 1956–1962 рр. за оригінальними єврейськими, арамейськими та грецькими текстами, вийшло у римському василіянському видавництві 1963 р. На українських землях Святе Письмо українською мовою було заборонене комуністичною владою і, з її підтримкою, Російською православною церквою Московського патріархату, котрі не визнавали українську мову як богослужбову, і вимагали читання у церквах церковнослов'янською (старослов'янською) мовою з російською вимовою.

## Відносини з наукою

### Науки і дисципліни пов'язані з Біблією
- Біблеїстика
- Герменевтика — напрям науки про дослідження, тлумачення та пояснення текстів.
- Теологія — вивчення Бога
- Есхатологія — вивчення кінця світу
- Біблійна археологія

### Наукове підтвердження
У XIX столітті німецький археолог Георг Еберс дослідив знайдений папірус і написав наукову працю «Стародавній Єгипет в історії і Письмі» (1880), де він доводить, що наукові дані єгиптології підтверджують свідоцтва Біблії. В 1947 році в печерах Кумрана було виявлено сувої III–I ст. до н. е., які підтверджують достовірність Старого Заповіту.
(Помилкове твердження. В кумранських сувоях знайдені книги пророків, просто переписані з біблії; устав тієї релігійної общини, яка жила в Кумрані (вважають що це була спілка єссеїв); правила життя її для максимального перебування в ритуальній чистоті; т.зв. «сувій війни» в якому визначався бойовий порядок членів спілки під час останньої битви бога з дияволом, в якій будуть брати участь і члени спілки.
Ніяких підтверджень про історичність виходу євреїв з Єгипту, чи про воскресіння Христа кумранські списки не містять.
Довгий час критики Біблії стверджували, що ті чи інші міста згадані в письмі насправді не існували, але у 2012 році археологи знайшли підтвердження щонайменше історичності міста Вифлеєм.
Вважається, що Біблія зробила безцінний внесок в розвиток моралі людства. В ній заборонено ритуальне вбивство, храмову проституцію, введено обов'язок звільнювати рабів (ювілейний рік) та ін. Закони Біблії навчають допомагати бідним, поважати старших та розумніших, наголошують на цінності людського життя, оскільки згідно Біблії людину було створено за Божим образом і подобою (Буття 1:27).
Наука, з'явившись в Нові часи, була заснована відомими богословами. Наприклад, Ісаак Нютон був автором багатьох праць з теології. Значна частина вчених вважають себе віруючими, і багато хто з них не бачать конфлікту між своїми науковими і релігійними поглядами.?

### Критика

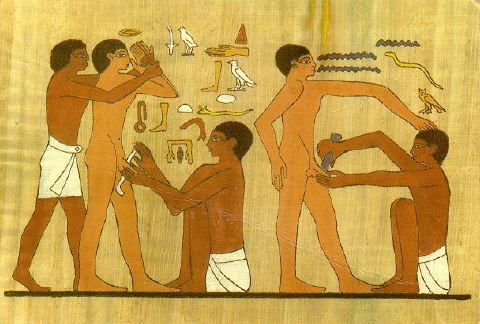
Гігієнічне обрізання єгиптян у 2350–2000 році до н. е.

Навіть П'ятикнижжя написане не Мойсеєм, тобто фальсифікат виданий для авторитетності текстів іншими особами немо́вбито «написане Мойсеєм» (Томас Гоббс, Бенедикт Спіноза). А для гігієни у відповідних кліматичних умовах Єгипту (при дефіциті води) обрізання було записане пізніше юдеями-євреями в Біблії немов як «завіт з Богом», що зображено було єгиптянами 2350–2000 років до н. е., коли євреїв та юдаїзму не існувало й не було писемного івриту (див. ілюстрацію). Не гребували євреї-юдеї плагіатом і коли історію долі Імхотепа радника фараона Джосера (2697–2673 рр. до н. е.) приписали в текстах Біблії стародавньому казковому юдею-єврею Йосипові: Відповідно археологічних даних (щодо запису на скелі острову Сехель на р. Ніл коло Асуану копії тексту фараона Джосера) було приписано єгипетську історію ізраїльському народу тоді, коли ізраїльського народу та юдейської релігії навіть не існувало в описуваних реальних подіях.
Біблія має дуже багато протиріч у своїх текстах, помилки перекладу, міфологізацію, вигадки переписувачів текстів Біблії тощо. На даний час наукове співтовариство не визнає Біблію історично точним документом, як і достовірним кодексом моральної поведінки. А деякі тексти з психопатологічними та сексопатологічними явищами ставить під сумнів так звану «святість» текстів Біблії, немов «Божественне одкровення» (ґвалтування доньок Лота Бут.19:1–8; інцест Бут.19:33–35; людські жертвоприношення Суд.11:30–39; викрадення жінок у сексуальне рабство в ім'я Господа Бога Чис.31:35; знущання над слугами Вих.21:20–21; інструкція Бога Святого як пограбувати міста та красти дітей з жінками Второзак.20:10–14; вбивство дітей в ім'я Бога Єдиного Ісуса Нав.6:20–26 та 1 кн. Царств 15:3 з Второзак.2:33–34, Числа 31:17 й ін.); навіть перекладачі-переписувачі пізніше багато місць первинних текстів Біблії навмисно спотворювали через присутні збочення (наприклад, в Бут.24:2 Авраам вимагав від слуги принести Богові присягу поклавши руку на його геніталії, пеніс — пізніше записане як «ятра», «чресла», «стегно» тощо; теж саме збочення у біблійного Йосипа — Бут.47:29 і т. д.). Часто особисті думки юдейських переписувачів Біблії про національно-релігійну виключність й зверхність євреїв-юдеїв видаються немов «думки й слова Бога», проголошується агресивний експансіонізм і антигуманізм з використанням релігії; а компіляція джерел в Біблії з фактами знищування джерел інформації попередніх розвинених цивілізацій (див. Спалення книг) свідчить про амбіційні претензії одного дикого народу (примітивного племені скотарів) посісти чільне місце в світі за рахунок інших народів, навмисне утруднення встановити правдивість минувшини всього людства на Землі.
Біблія зробила неоцінений[джерело?] внесок в розвиток моралі людства. В ній було заборонено ритуальне вбивство, храмову проституцію, введено обов'язок звільнювати рабів (ювілейний рік) та ін. Закони Біблії постановляють допомагати бідним, поважати старших та розумніших, проголошено цінність людського життя як образу Божого (613 заповідей).
Критика тексту надала підстави стверджувати, що Біблія давніми юдеями була написана як плагіат — використання стародавніх релігійних джерел, таких як шумерські тексти (наприклад запозичення «Епосу про Гільгамеша» з приписуванням його історії до долі Мойши-Мойсея-Муси). Навіть 10 заповідей є плагіатом 125 глави «Єгипетської Книги мертвих» (цивільно-кримінальний кодекс). Вчені не визнають історичність таких подій, як вихід з Єгипту, мандрування євреїв у пустелі або епоха Суддів. Не існує також археологічних доказів виходу з Єгипту народу Ізраїля в Ханаан; але є свідчення про виокремлення серед ханаанців окремої групи бідняків в Ханаані в кількості 3000 осіб в 25 малих поселеннях через соціально-економічні зміни всередині Ханаану (тобто — не вплив ззовні), також є археологічні свідчення про міграцію з Єгипту через терени народу за назвою «шас» (котрий мешкав на території під назвою культу Ягве і відоме пізніше як Мідіан арабського племені мідіянів) групи носіїв релігійного культу Єгипту вплинувших на Ханаан не одразу — лише після руйнування Першого храму було прищеплення монотеїзму (див. «Атонізм» Аменхотепа IV Ехнатона, історія культу Ашера); бо поруч існувало поняття «Елогім» (у множині — боги) згідно з Біблією; пізніше замінене на «Адонай» (у множині — «пани мої») із пізнішими заборонами взагалі вимовляти ім'я Бога. Саме та група носіїв єгипетської релігії (не Мойсей) могла прищепити 10 заповідей, як плагіат із 125 розділу «Єгипетської Книги мертвих»; аналогічно Закони Хаммурапі задовго до опису «передачі Мойсею 10 заповідей на горі Синай» свідчать про передачу тотожних законів Богом для царя Хамурапі.
З початком вивчення біблійних текстів на науковій основі, приблизно до середини XIX століття виникла така самостійна наука як «критична біблістика», в якій оформився напрям досліджень — політичний монотеїзм; неупереджений аналіз текстів Біблії розкрив протиприродність і навіть штучність самої ідеї «єдиного бога», що виникла стараннями єгипетських жерців в XIV столітті до нашої ери при дворі фараона Аменхотепа IV. Що сприймається деякими сучасниками також і як бізнес-проєкт для глобалізації, і немає нічого спільного з релігією як такою.
Запозиченнями з найстародавніших релігій займалися не лише юдеї, але й християни: і новозавітні автори текстів, котрі відверто використали попередню філософсько-теологічну термінологію язичництва та містичні події приписали засновникам християнства; що слід вважати штучною релігійною реформою з використанням ідентичних стародавніх знань.
Теологи винайшли «виправдання», що Біблія є «історією спасіння»: фіксація етапів формування розуміння поняття «Бог» окремо узятим народом, котрий старався акумулювати релігійний досвід інших народів. Втім дослідивши Біблію можна прийти до висновку, що, наприклад, «біблійний Бог» є повним відображенням психотипу диких єврейських кочівників: ідеал безкарного грабунку хитрістю (Бут. 27, Второзакон. 23:19–20 тощо), грабунок як дар Бога та паразитування (напр. Второзакон. 6:10, 7:1, 11:29 тощо), винищення культур інших народів (хто не сповідує світоглядову доктрину єврейських кочівників), геноцид народів для розширення життєвого простору самообраним тощо.
Утрудненим, у зв'язку із давністю подій та розбіжностями перекладів є доказ історичності деяких відомостей, наданих в Біблії. Деякі біблеїсти розглядають Біблію, як продукт виключно пост-полонного періоду (V ст. до н. е. й пізніше).
Загалом науковці визнають Біблію джерелом історичних відомостей; зокрема, історичність вавилонського полону не викликає сумніву.
Історія Стародавнього Ізраїлю та Юдеї X–VII ст. до н. е. залишається предметом палких суперечок в наукових колах. Деякі вчені визнають історичними біблійні події лише періоду VIII–VII ст. до н. е.